# Madduwattas
Madduwatas o Madduwatta (probablement en grec Madiates) era un rei de Zippasla i després d'Arzawa, a partir de l'any 1400 aC fins aproximadament el 1350 aC.
Era un governat local que va lluitar a Lukka (Lícia) contra un home vingut amb els seus d'Ahhiyuwa (Ahhiyuwa = Acaia) d'on probablement n'era rei, de nom Attariššiya (Attariššiyas) però Madduwattas va ser derrotat i es va refugiar a territori hitita. El rei hitita, innominat als documents que ens han arribat, li va retornar la regió de Zippasla amb la condició de que la convertís en la base per lluitar contra Arzawa. Madduwatas ho va fer, però per iniciativa pròpia va atacar al rei d'Arzawa Kupanta-Kurunta, que va ocupar Zippasla, i va haver de fugir altra vegada al regne Hitita. El rei hitita va haver d'acudir a socórrer al seu vassall, va derrotar a Kupanta-Kurunta i va restaurar a Madduwattas.
Attariššiya el va tornar a atacar i Madduwattas va fugir per tercer cop a territori hitita. Els hitites van enviar un altre exèrcit, que va expulsar Attariššiyas, tot i que aquesta vegada va restar al país.
Més tard Dalawa (la lícia Tlawa, en grec Tlos) i Hunduwa es van revoltar, Madduwattas va suggerir que l'exèrcit hitita (dirigit per Kisnapili) ataqués Hunduwa i ell mateix atacaria Dalawa. En realitat Madduwattas es va aliar amb Dalawa i amb el seu ajut va fer caure Kisnapili a un parany i va exterminar l'exèrcit hitita. Després es va independitzar a Zippasla, es va casar amb la filla del rei d'Arzawa i no va tardar a apoderar-se d'aquest regne, mantenint l'aparença de lleialtat als reis hitites.
Tudhalias II, el rei hitita, li va ordenar aixafar la revolta d'Hapalla, i Madduwatas ho va fer, però va forçar al regne d'Hapalla a oferir-li lleialtat a ell mateix. Després va incorporar Pitassa al seu regne. El regne de Pitassa era proper als dominis hitites.
Un temps després, quan regnava el rei hitita Arnuwandas I, Madduwattas es va aliar amb el seu antic enemic Attariššiyas i va envair Alashiya (Xipre), i d'aquesta forma dominava tota l'Àsia Menor occidental.
Cap a l'any 1350 aC el va succeir Tarhunta-Radu. Llavors les fronteres del regne eren Tuwanuwa (Tíana a uns 170 km al sud d'Hattusas) i Uda (no identificada), i va establir contactes diplomàtics amb Amenhotep III d'Egipte, al qual va demanar una filla en matrimoni, però probablement no li fou concedida. Zippasla va desaparèixer de la història d'Arzawa, i sembla que el centre del poder es va desplaçar cap Apasa, la capital tradicional del regne.
La figura de Madduwattas és controvertida. En una tauleta d'argila conservada, el rei hitita li retreu les seves repetides traïcions, no només contra ell, sinó també contra el seu pare. Sorprèn la tolerància del rei hitita davant les mostres continuades de traïció per part de Madduwattas, i dona la impressió que aquest rei no estava en disposició d'actuar de forma més contundent contra ell. La història que es coneix d'aquest personatge s'havia cregut per part d'alguns historiadors que passava en temps de Tudhalias IV i Arnuwandas III, cap a l'època final de l'imperi hitita mitjà, però pels continguts lingüístics i històrics sembla que els fets van passar en temps de Tudhalias II i Arnuwandas I, encara que hi ha autors que prefereixen l'antiga datació.